# 26 commissari di Baku

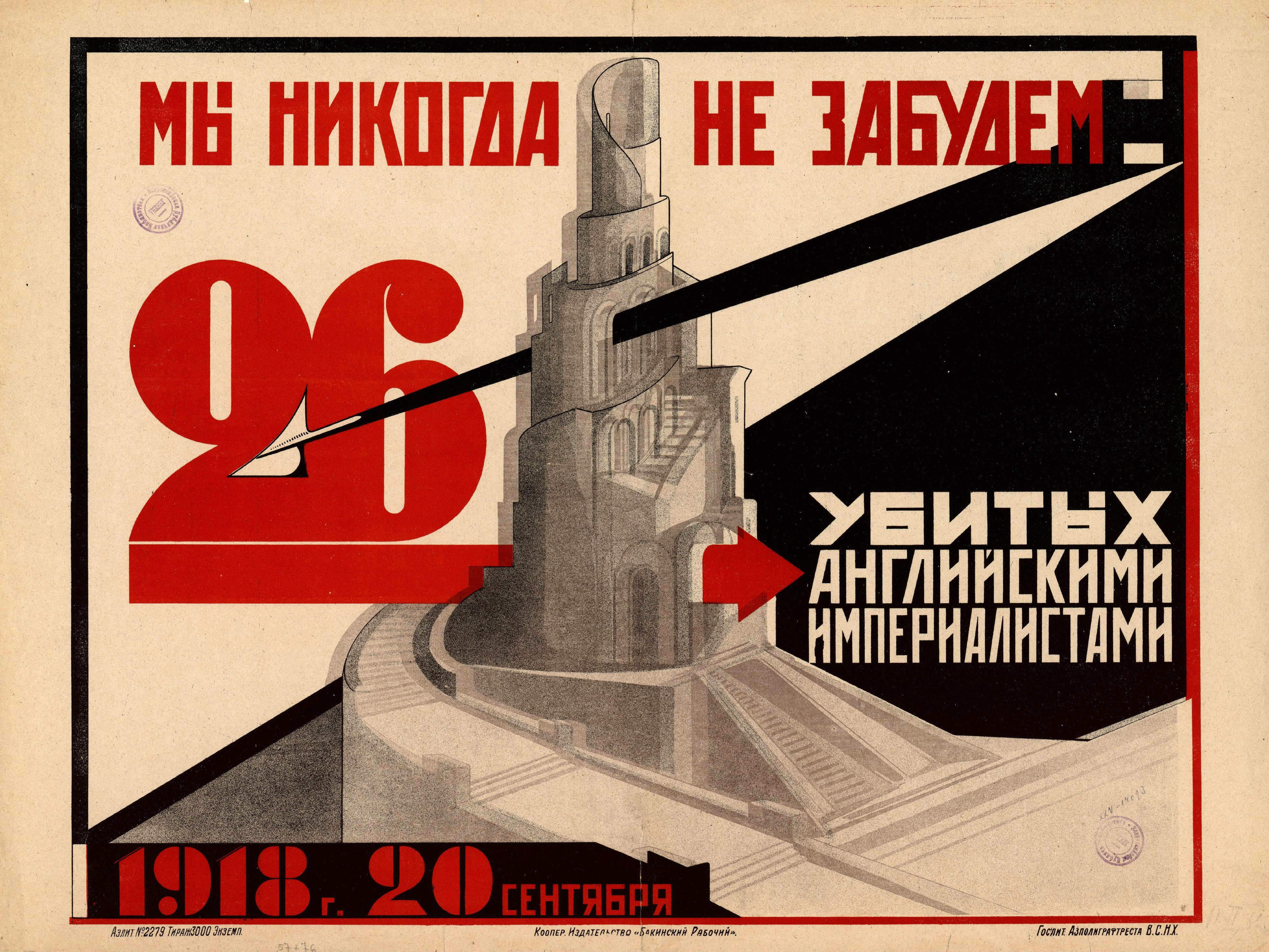
Manifesto sovietico: "Non dimenticheremo mai i 26 assassinati dagli imperialisti britannici. 20 settembre 1918". Di artista sconosciuto. Baku, 1925

I 26 commissari di Baku furono i membri bolscevichi e socialisti rivoluzionari di sinistra (SR) della Comune di Baku. La Comune fu fondata nella città di Baku, l'allora capitale della Repubblica Democratica dell'Azerbaigian per breve tempo indipendente, e attuale capitale della Repubblica dell'Azerbaigian. La Comune, guidata da Step'an Šahowmyan, esistette fino al 26 luglio 1918, quando i bolscevichi furono costretti a lasciare il potere da una coalizione formata da Dashnak, socialisti rivoluzionari di destra e menscevichi.
Dopo il loro rovesciamento, i commissari di Baku tentarono di lasciare Baku ma furono catturati dalla Dittatura Centrocaspiana e imprigionati. Il 14 settembre 1918, durante la caduta di Baku per mano delle forze ottomane, i soldati dell'Armata Rossa irruppero nella loro prigione e liberarono i commissari; si imbarcarono quindi su una nave per Krasnovodsk, dove furono prontamente arrestati dalle autorità locali e, nella notte del 20 settembre 1918, fucilati tra le stazioni di Pereval e Akhča-Kujma sulla Ferrovia transcaspica dai soldati del Comitato di Aşgabat.

## Comune di Baku
La Comune di Baku durò dal 13 aprile al 25 luglio 1918. Salì al potere dopo il sanguinoso scontro con la popolazione musulmana a Baku, nell'evento noto come i Giorni di marzo. Durante la sua breve esistenza la Comune dovette affrontare diversi problemi: dalla scarsità di viveri e rifornimenti alla minaccia di un forte esercito dell'Impero ottomano che voleva attaccare Baku. Nonostante le difficili condizioni, la Comune attuò diverse riforme sociali, come la nazionalizzazione dell'industria petrolifera. Lo scrittore Victor Serge descrisse così la situazione a maggio, giugno e luglio e lo stato della piccola Armata Rossa di Baku:
Il 25 aprile 1918, in una riunione del Consiglio di Baku, fu creato il Consiglio dei commissari del popolo di Baku (Sovnarkom), composto da bolscevichi e rivoluzionari sociali di sinistra. I bolscevichi che entrarono nel Consiglio dei commissari del popolo di Baku erano Step'an Šahowmyan (presidente del consiglio dei commissari del popolo e commissario del popolo per gli affari esteri), Prokofij Džaparidze (commissario del popolo per gli affari interni), Jakov Zevin (commissario del popolo al lavoro), Məşədi Əzizbəyov (commissario provinciale), Grigorij Korganov (commissario del popolo per gli affari militari e navali), Nariman Narimanov (commissario del popolo per l'economia municipale), Ivan Fioletov (commissario del popolo per l'economia nazionale), A. B. Karinjan (commissario del popolo alla giustizia), N. N. Kolesnikova (commissario del Popolo per l'Istruzione); e i socialisti repubblicani di sinistra: Mir Hasan Vezirov (commissario del popolo per l'agricoltura), I. Sucharcev (commissario del popolo per le ferrovie, i trasporti marittimi, le poste e i telegrafi); e infine il presidente della Ceka per la lotta alla controrivoluzione sotto il Baksovnarkom divenne il bolscevico Sahak Ter-Gabrielyan.
Il 5 giugno 1918 l'Armata Rossa di Baku respinse un assalto delle schiaccianti truppe ottomane, ma in seguito lanciò un infruttuoso assalto a Ganja, il quartier generale dell'esercito islamico ottomano, e fu così costretta a ritirarsi a Baku. A questo punto, i Dashnak, i socialisti repubblicani di destra e i menscevichi iniziarono a negoziare con il generale Dunsterville, comandante delle truppe britanniche in Persia, invitando le proprie truppe a Baku per difendere la città da un imminente attacco ottomano. I bolscevichi e i loro alleati di sinistra si opposero a questo schema, ma il 25 luglio la maggioranza dei sovietici votò per chiamare gli inglesi, e i bolscevichi si dimisero. La Comune di Baku fu imprigionata per la partecipazione alle formazioni militari illegali e alle rapine militarizzate, in particolare per le atrocità dei Giorni di Marzo, e fu sostituita dalla Dittatura Centrocaspiana.
A differenza di quanto accadde in molte parti della Russia, dove i bolscevichi si guadagnarono la reputazione di essere spietati giustiziando coloro che non li sostenevano, i bolscevichi di Baku non erano così severi. La Čeka a Baku uccise solo due persone, entrambi membri del Soviet, colte per appropriazione indebita di fondi pubblici: il commissario per le finanze, Aleksandr Kireev, e il commissario del piroscafo Meve, Sergej Pokrovskij.

## Le esecuzioni

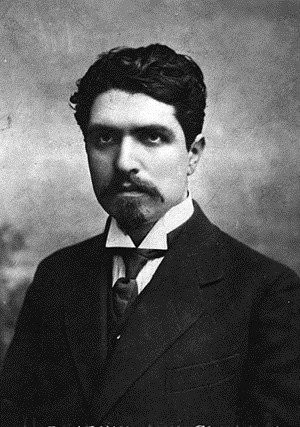
Stepan Shahumyan, il capo dei 26 commissari

Dopo la caduta del Soviet di Baku nel luglio 1918, i leader bolscevichi e alcune truppe fedeli tentarono di raggiungere Astrachan', l'unico porto del Caspio ancora in mano bolscevica. Tuttavia, la loro nave fu intercettata dalle navi militari della flottiglia del Caspio e dopo aver subito un'ora di bombardamento in mezzo al mare si arresero e tornarono a Baku. La maggior parte dei militanti bolscevichi furono arrestati e rimasero in prigione fino a quando, dopo la caduta di Baku in mano ai turchi, un commando guidato da Anastas Mikojan li liberò dalla loro prigione.
Šahowmyan, Džaparidze, Əzizbəyo e i loro compagni, insieme a Mikojan, salirono poi a bordo della nave Turkmen, con l'intenzione di raggiungere Astrachan' via mare. Secondo recenti storici, i marinai scelsero invece di navigare verso Krasnovodsk per il timore di essere arrestati ad Astrachan'. A Krasnovodsk i commissari furono arrestati dal comandante della città che richiese ulteriori ordini al "Comitato di Aşgabat", guidato dal socialista rivoluzionario Fëdor Funtikov, su cosa si sarebbe dovuto fare con loro. Tre giorni dopo, il maggiore generale britannico Wilfrid Malleson, saputo del loro arresto, contattò l'ufficiale di collegamento britannico ad Aşgabat, il capitano Reginald Teague-Jones, per suggerire che i commissari fossero consegnati alle forze britanniche per essere utilizzati come ostaggi in cambio di cittadini britannici detenuti dai sovietici. Quello stesso giorno, Teague-Jones partecipò alla riunione del Comitato ad Aşgabat che aveva il compito di decidere la sorte dei Commissari. Per qualche ragione Teague-Jones non comunicò la richiesta di Malleson al Comitato e affermò che se ne era andato prima che fosse presa una decisione. Affermò inoltre che il giorno successivo aveva scoperto che il comitato aveva deciso alla fine di emettere gli ordini per l'esecuzione dei commissari. Secondo lo storico Richard H. Ullman, Teague-Jones avrebbe potuto fermare le esecuzioni se avesse voluto, poiché il Comitato di Aşgabat dipendeva dal sostegno britannico e non poteva rifiutare una richiesta del suo potente alleato; tuttavia decise di non farlo.
La notte del 20 settembre, tre giorni dopo gli arresti, ventisei commissari furono fucilati tra le stazioni di Pereval e Akhča-Kujma sulla ferrovia transcaspica. In che modo Anastas Mikojan, che faceva parte del gruppo, sia riuscito a sopravvivere è ancora incerto, così come il motivo per cui gli fu risparmiata la vita. Nel 1922, V. Čajkin, un giornalista socialista rivoluzionario, pubblicò una descrizione dei momenti prima dell'esecuzione.

## Impatto

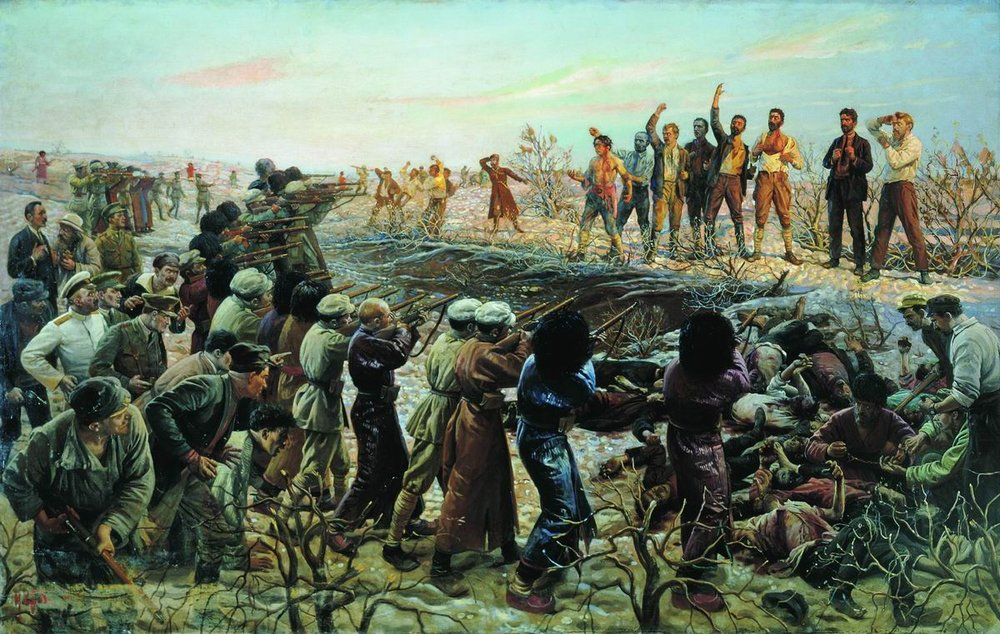
L'esecuzione dei ventisei commissari di Baku (1925) di Isaak Brodskij raffigurante la visione sovietica dell'esecuzione.

I funzionari sovietici in seguito attribuirono le esecuzioni agli agenti britannici che agivano in quel momento nell'area di Baku. Quando fu stabilito il dominio sovietico in tutta l'area del Caspio, Funtikov, il capo della "Direzione" di Aşgabat responsabile delle esecuzioni, fu imprigionato. Funtikov diede tutta la colpa delle esecuzioni alla Gran Bretagna, e in particolare a Teague-Jones che, a suo dire, gli aveva ordinato di far fucilare i commissari. Funtikov fu processato e fucilato a Baku nel 1926. La Gran Bretagna negò il coinvolgimento nell'incidente, dicendo che era stato fatto da funzionari locali senza alcuna conoscenza degli inglesi.
Questa accusa causò un ulteriore inasprimento delle relazioni tra la Gran Bretagna e il nascente governo sovietico e contribuì a portare a un atteggiamento conflittuale di entrambe le parti nei successivi anni.
Secondo la storiografia sovietica due ufficiali britannici a bordo della nave dei commissari ordinarono di salpare per Krasnovodsk invece che per Astrachan', dove trovarono un governo guidato dai membri della SR e ufficiali britannici che ordinarono immediatamente l'arresto dei commissari. I sovietici avrebbero poi immortalato la morte dei 26 commissari attraverso, tra le altre cose, film, opere d'arte,  francobolli, e opere pubbliche tra cui il Memorial 26 Commissari a Baku. Nel famoso dipinto di Isaak Brodsky, gli ufficiali britannici sono raffigurati come presenti alle esecuzioni.

## Indagini sovietiche
Boris Vladimirovič Sennikov ha pubblicato un libro nel 2004 sulle sue scoperte sulla ribellione di Tambov in cui ha menzionato diversi fatti sull'evento.
Sennikov afferma che il famoso dipinto di Brodskij è un'invenzione della storiografia sovietica. La verità fu stabilita dalla commissione speciale del Comitato esecutivo centrale panrusso (VTsIK) arrivata da Mosca. La commissione era guidata da Vadim Chaikin (PSR). La commissione consisteva anche in un grande gruppo di alti ufficiali della Ceka di Mosca guidati da Yakov Peters, un criminale internazionale associato all'assedio di Sidney Street. Sennikov riporta anche una citazione di Čajkin nell'articolo di Suren Gazarjan "Questo non dovrebbe essere ripetuto" nella rivista di Leningrado "Zvezda": "Il dipinto di Brodskij Esecuzione dei 26 commissari di Baku è storicamente falso. Non furono fucilati, ma piuttosto decapitati. E l'esecutore della pena era un solo uomo: un turkmeno, un gigante forzuto bogatyr. Quel turkmeno da solo con le sue stesse mani usando una šaška li decapitò tutti." La fossa con i resti dei commissari e delle loro teste era stata scoperta sotto la sorveglianza della commissione speciale VCIK e dei rappresentanti della Čeka. Il rapporto sulla morte dei commissari di Baku fu inviato dalla commissione a VCIK, Sovnarkom e al Comitato centrale di RKP(b).
Nel 1922 Vadim Čajkin pubblicò il suo libro Alla storia della rivoluzione russa attraverso l'editore Gražbin (Mosca) per commemorare la prima parte dell'"Esecuzione di 26 commissari di Baku" all'evento. Dopo aver scontato la pena nella prigione di Orël Čajkin l'11 settembre 1941, fu giustiziato da un plotone d'esecuzione insieme ad altri 156 detenuti della prigione di Orël durante il massacro della foresta di Medvedev.

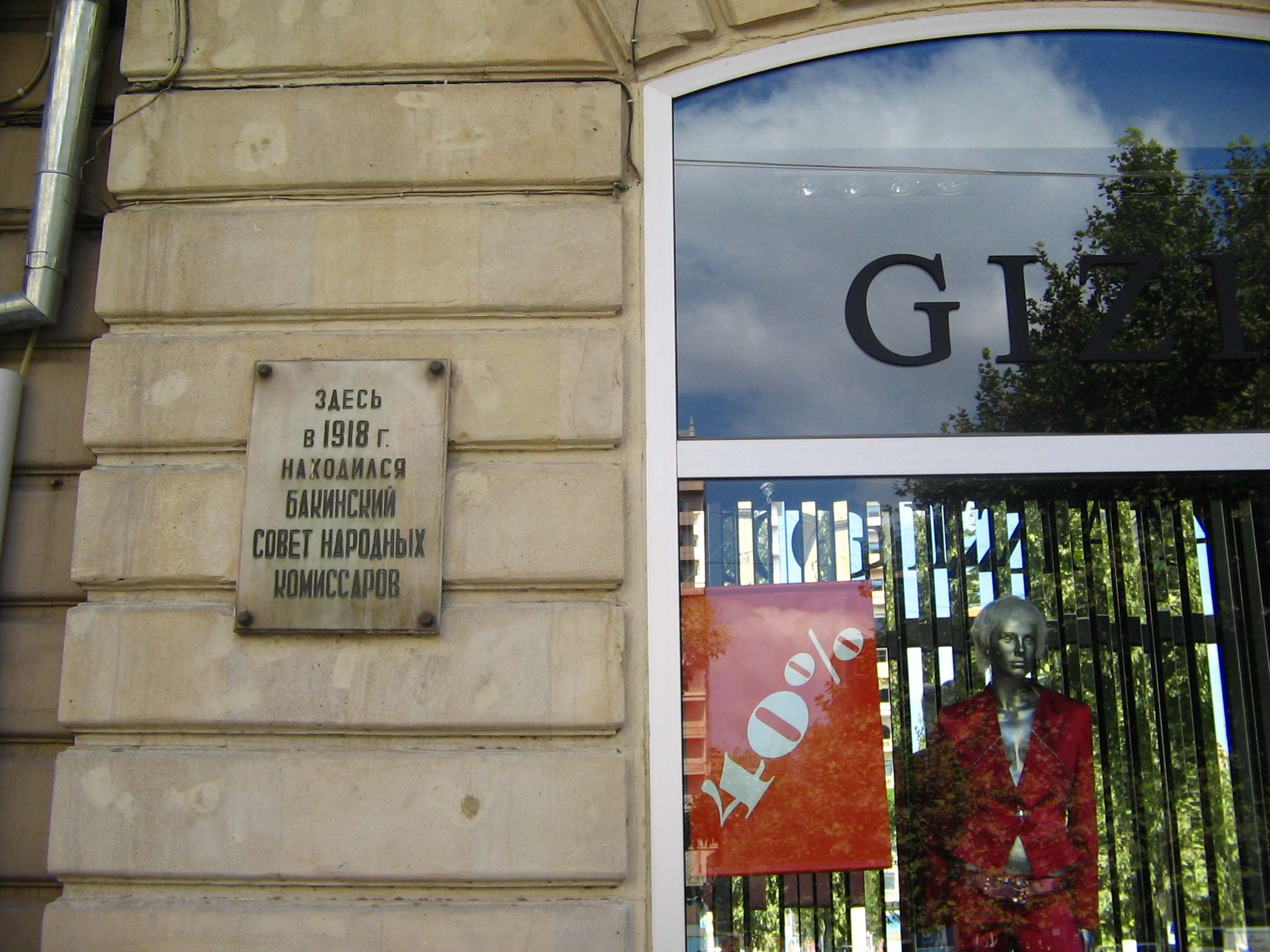
Baku, 2005. Il muro della casa del Commissariato di Baku (1918)

## I Commissari

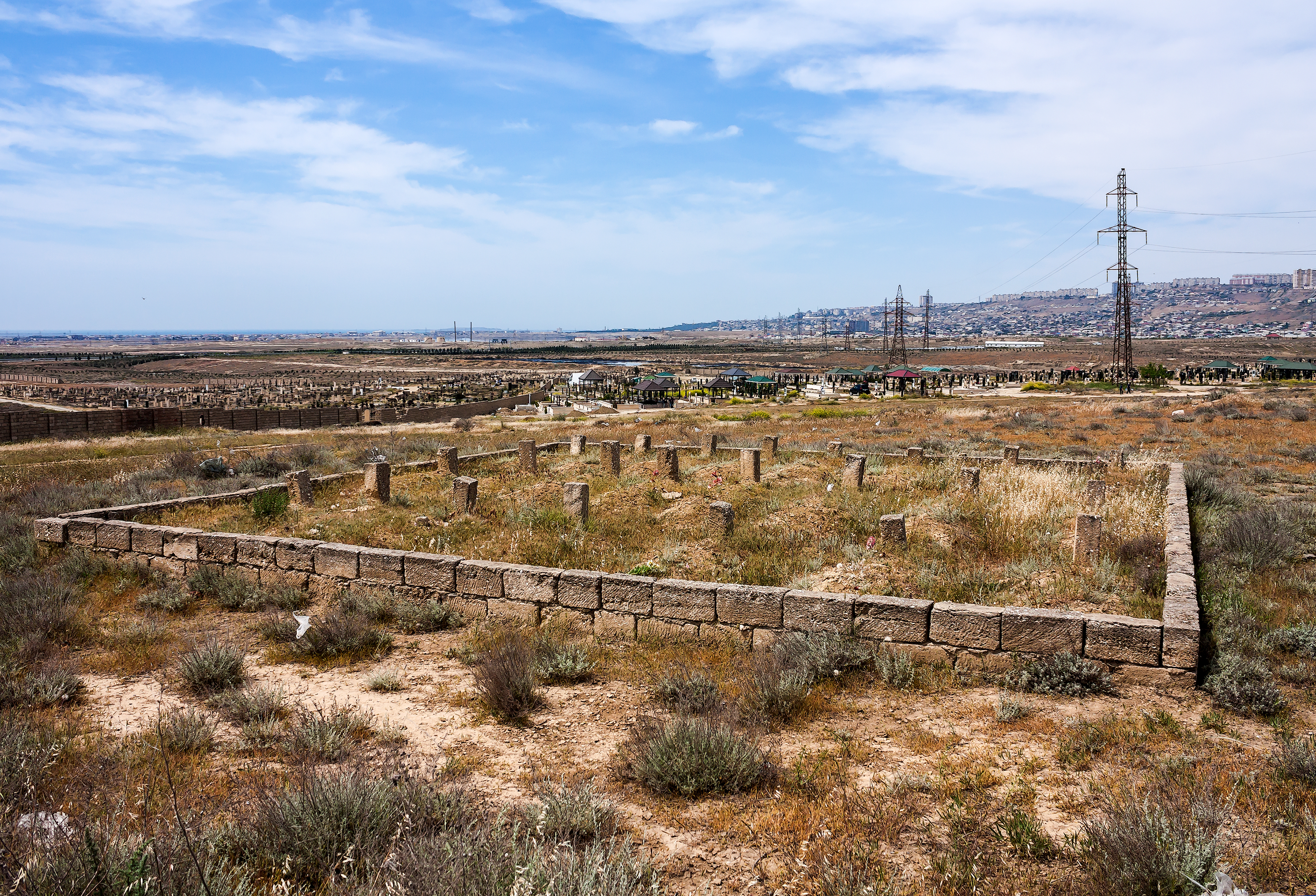
Luogo di sepoltura di 23 commissari di Baku. Cimitero di Hovsan. 9 maggio 2017

I ventisei "commissari di Baku" non erano tutti commissari e non erano tutti bolscevichi; alcuni di loro erano socialisti rivoluzionari di sinistra e Dashnak. Tra loro c'erano molte etnie: greca, lettone, ebrea, russa, georgiana, armeno e azera.
I 26 "commissari" erano:
- Step'an Šahowmyan - Presidente del Consiglio di Baku dei commissari del popolo, Commissario straordinario per il Caucaso
- Məşədi Əzizbəyo - Vice Commissario del popolo per gli affari interni, commissario governativo per Baku
- Prokofij Džaparidze - Presidente del Comitato Esecutivo del Soviet di Baku
- Ivan Filoletov – Presidente del Soviet dell'Economia Nazionale
- Mir-Hasan Vazirov - Commissario del popolo per l'agricoltura
- Grigorij Korganov - Commissario del popolo per gli affari militari e della marina
- Jakov Zevin - Commissario del popolo per il lavoro
- Grigorij Petrov - Commissario militare della regione di Baku dal Sovnarkom della RSFS Russa
- Ivan Malygin - Vicepresidente del Comitato militare rivoluzionario dell'esercito caucasico
- Arsen Amiryan - Caporedattore del quotidiano Baku Worker
- Bacino Meyer Velkovič – Membro del Comitato Militare Rivoluzionario
- Suren Osepjan - Caporedattore di Izvestija del quotidiano del Consiglio di Baku
- Eižen Berg – Marinaio
- Vladimir Poluchin - Commissario collegiale per gli affari militari e navali della SFSR russa
- Fëdor Solncev - Commissario della scuola di istruzione militare
- Armenak Borijan – Giornalista
- Ivan Gabyšev - Commissario politico di una brigata
- Mark Koganov - Membro del Comitato militare rivoluzionario
- Bagdasar Avakyan - Comandante militare di Baku
- Iraklij Metaksa - Guardia del corpo di Šahowmyan
- Ivan Nikolajšvili - Guardia del corpo di Dzhaparidze
- Aram Kostandjan - Vice Commissario del popolo per l'agricoltura
- Solomon Bogdanov – Membro del Comitato Militare Rivoluzionario
- Anatolij Bogdanov – Impiegato
- Isaj Mišne - Segretario del Comitato militare rivoluzionario
- Tatevos Amirov - Comandante di un'unità di cavalleria, membro del Dashnaktsutiun[17]

## Demolizione del Memoriale dei 26 Commissari e sepoltura

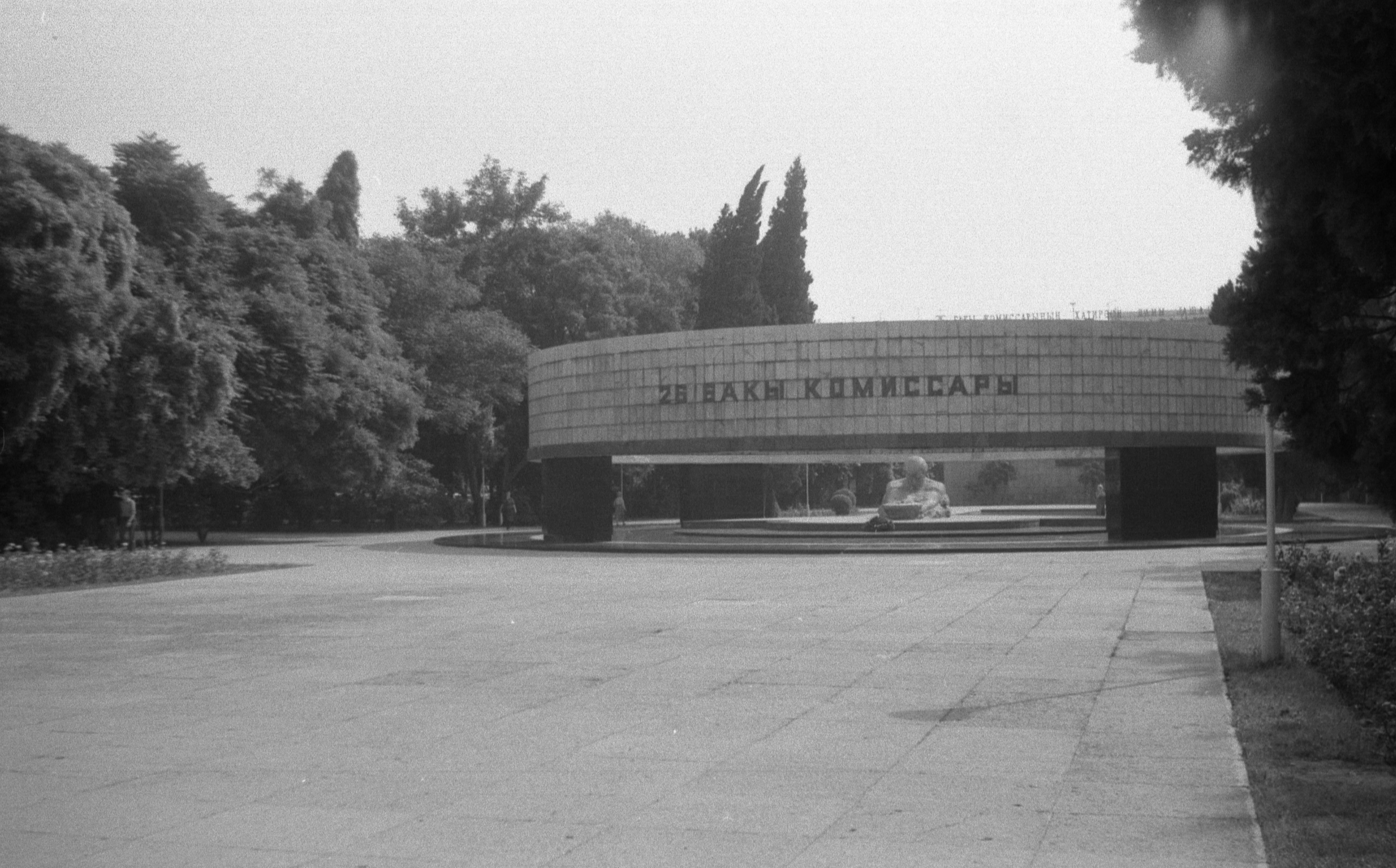
Il memoriale dei 26 Commissari era un simbolo Repubblica Socialista Sovietica dell'Azerbaigian.

Nel gennaio 2009, le autorità di Baku iniziarono la demolizione del Memoriale dei 26 commissari della città. Questo era l'ultimo dei molti monumenti che erano stati costruiti per commemorare i commissari eretti in quel parco durante il periodo sovietico. Quest'ultimo monumento stesso era stato recintato dal luglio 2008. I resti dei commissari furono seppelliti nuovamente al cimitero di Hovsan il 26 gennaio 2009, con la partecipazione del clero musulmano, ebraico e cristiano, che celebrarono le cerimonie religiose.
Lo smantellamento fu contrastato da alcuni esponenti della sinistra locale e in particolare dal Partito Comunista dell'Azerbaigian. L'evento sconfolse anche l'Armenia poiché l'opinione pubblica armena credeva che la demolizione e la sepoltura fossero motivate dalla riluttanza degli azeri, dopo la guerra del Nagorno-Karabakh, a far seppellire gli armeni etnici nel centro della loro capitale. Un altro scandalo avvenne quando la stampa azera affermò che durante l'esumazione furono scoperti solo 21 corpi e che "Shahumyan e altri quattro commissari armeni riuscirono a sfuggire ai loro assassini". Questo rapporto è stato messo in dubbio dalla nipote di Shahumyan, Tatyana, che affermò al quotidiano russo Kommersant che:
Quasi tutti i monumenti in Azerbaigian dedicati ai commissari, inclusi Šahowmyan, Əzizbəyo, Džaparidze e Filoletov, sono stati demoliti. La maggior parte delle strade intitolate ai commissari sono state ribattezzate.

## Riferimenti nella cultura di massa
Il famoso poeta russo Sergej Esenin scrisse "Ballata dei ventisei" per commemorare i commissari di Baku, poesia pubblicata per la prima volta su The Baku Worker, 22 settembre 1925.
Il famoso scrittore italiano Tiziano Terzani ha scritto dei commissari di Baku nel suo libro Buonanotte, Signor Lenin (1992).